# Tremellina
Tremellina är ett släkte av svampar. Tremellina ingår i ordningen gelésvampar, klassen Tremellomycetes, divisionen basidiesvampar och riket svampar.
|            | Sirobasidiaceae                          |
|            |                                          |
|            | Rhynchogastremataceae                    |
|            |                                          |
|            | Phragmoxenidiaceae                       |
|            |                                          |
|            | Hyaloriaceae                             |
|            |                                          |
|            | Cuniculitremaceae                        |
|            |                                          |
|            | Carcinomycetaceae                        |
|            |                                          |
|            | Tetragoniomycetaceae                     |
|            |                                          |
|            | Tremellaceae                             |
|            |                                          |
|            | Trichosporonaceae                        |
|            |                                          |
|            | Kwoniella                                |
|            |                                          |
|            | Sigmogloea                               |
|            |                                          |
|            | Xenolachne                               |
|            |                                          |
| Tremellina | \| \| Tremellina pyrenophila \| \| \| \| |
|            | \| \| Tremellina pyrenophila \| \| \| \| |
|            | Tremellina pyrenophila                   |
|            |                                          |

|  | Tremellina pyrenophila |
|  |                        |